# Billard A 150 D2
Le Billard A 150 D2 est un autorail, double et articulé, construit à quatre exemplaires par les Établissements Billard.

## Histoire
L'automotrice type A 150 D2, double et articulée « à deux caisses sur trois bogies ». Est étudiée par Billard pour la Compagnie de chemins de fer départementaux (CFD) qui recherchait un autorail de grande capacité. Elle est réalisée « à partir de deux caisses d'A 80 D dont une extrémité est partiellement sectionnée. Les deux éléments amputé, rapprochés et articulés, reposent sur la traverse danseuse du bogie médian qui supporte tout le mécanisme de propulsion. Les deux bogies extrêmes sont porteurs ».
Billard en construit quatre exemplaires numérotés 221 à 224 pour la Compagnie de chemins de fer départementaux (CFD), réseau à voie métrique du Vivarais et de la Lozère. Les CFD en prennent livraison entre 1939 et 1944.

## Matériel préservé
| Illustration | Entité        | Numéro | État    | Remarques        |
| ------------ | ------------- | ------ | ------- | ---------------- |
|              | Velay Express | 222    | Roulant | Classé MH (1997) |

## Ouvrages
: document utilisé comme source pour la rédaction de cet article.
- Yves Broncard, Autorails de France, t. IV : Les Autorails légers des années 1930, les Autorails légers des années 1940, Billard, Éditions du Cabri & Éditions La Vie du Rail, 2007, 279 p. (ISBN 978-2915034684), chap. III (« Billard Société Anonyme des Anciens Établissements Billard & Cie »), p. 59-104. .